# Léon-Eugène Serant
Léon-Eugène Serant, francoski general, * 1884, † 1980.